# Experiment (bordspel)

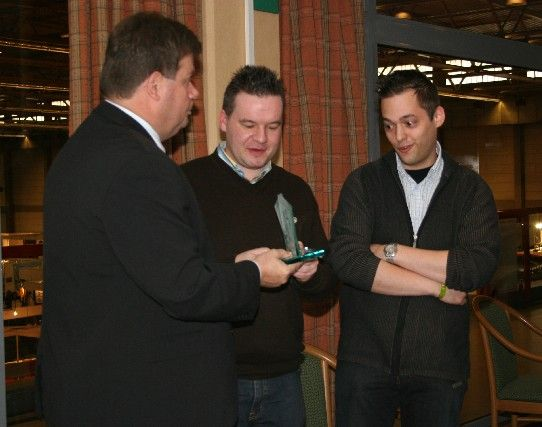
Tim De Rycke (midden) en Sander Vernyns (rechts) ontvangen de Games & Toys Awards 2006 voor beste prototype

Experiment is een kaartspel voor 3 tot 6 spelers ontworpen door Tim De Rycke en Sander Vernyns.
De spelers werken in een laboratorium en proberen de juiste kleuren te verzamelen om deze te gebruiken om de taken te vervullen die de professor hun heeft opgedragen. Na elf ronden wordt gekeken wie de meeste opdrachten heeft uitgevoerd. Afhankelijk van de moeilijkheid kunnen er punten verdiend worden. Diegene met de meeste punten wint het spel.
Het spel ontving de Games & Toys Awards 2006 voor het beste prototype.
Het spel werd in Essen 2006 uitgebracht door de uitgever SandTimer in een beperkte oplage van duizend exemplaren.